# Terry Sawchuk Trophy
Il Terry Sawchuk Trophy è stato un premio annuale assegnato dal 1976 al 1984 dalla Central Hockey League ai portieri della formazione con meno gol subiti della lega. Il trofeo fu chiamato così in onore di Terry Sawchuk, portiere membro della Hockey Hall of Fame.

## Vincitori
| Stagione | Giocatore                    | Squadra                 |
| -------- | ---------------------------- | ----------------------- |
| 1976-77  | Yves Bélanger                | Kansas City Blues       |
| 1976-77  | Gord McRae                   | Dallas Black Hawks      |
| 1977-78  | Doug Grant Ed Staniowski     | Salt Lake Golden Eagles |
| 1978-79  | Doug Grant Terry Richardson  | Salt Lake Golden Eagles |
| 1979-80  | Jim Park Richard Brodeur     | Indianapolis Checkers   |
| 1980-81  | Paul Harrison Ken Ellacott   | Dallas Black Hawks      |
| 1981-82  | Kelly Hrudey Robert Holland  | Indianapolis Checkers   |
| 1982-83  | Kelly Hrudey Robert Holland  | Indianapolis Checkers   |
| 1983-84  | Ron Scott John Vanbiesbrouck | Tulsa Oilers            |